# Alicia Bonet
Alicia Bonet (Cidade do México, 26 de abril de 1947) é uma atriz mexicana.

## Filmografia

### Cinema
- Hasta el viento tiene miedo (2007) .... Mamá de Claudia
- Tampico (1972)
- Sucedió en Jalisco (1972)
- Cruz de amor (1970) .... Inés
- Rubí (1970) .... Maribel
- Los problemas de mamá (1970) .... Lupe
- Al fin a solas (1969)
- ¡Persiguelas y... alcanzalas! (1969)
- Cuando los hijos se van (1968)
- Operación carambola (1968) .... Oficinista de hotel
- Requiem por un canalla (1968)
- Hasta el viento tiene miedo (1968) .... Claudia
- El escapulario (1968) .... Rosario
- Los ángeles de Puebla (1968) .... Carmen
- Ven a cantar conmigo (1967) .... Aurora
- Don Juan 67 (1967)
- Nuestros buenos vecinos de Yucatán (1967)
- Rancho solo (1967)
- Los perversos (1967) .... Blanca
- Los jinetes de la bruja (En el viejo Guanajuato) (1966)
- Lanza tus penas al viento (1966) .... Laura
- Del brazo y por la calle (1966)
- Que haremos con papá? (1966)
- De profesión, sospechosos (1966)
- Fuera de la ley (1966)
- Despedida de soltera (1966) .... Marcela
- El gángster (1965)
- Los tres calaveras (1965)
- Guadalajara en verano (1965) .... Lourdes
- Mi primera novia (1965)
- Socio de Alcoba (1962) .... Prostituta

### Televisão
- Se busca un hombre (2007)
- Como en el cine (2001) .... Madre María
- El amor no es como lo pintan (2000)
- Señora (1998) .... Susana
- A flor de piel (1996) .... Carlota
- Ángeles blancos (1990)
- Viviana (1978) .... Paty
- Los que ayudan a Dios (1973) .... María Isabel
- Sublime redención (1971) .... Lucía
- La casa de las fieras (1967) .... Delia

### Teatro
- Las viejas vienen marchando (2001-2005)
- La Celestina (1968)